# Oncidium fleckiorum
Oncidium fleckiorum är en orkidéart som beskrevs av Willibald Königer. Oncidium fleckiorum ingår i släktet Oncidium och familjen orkidéer. Inga underarter finns listade i Catalogue of Life.